# ماتیاش لرخ

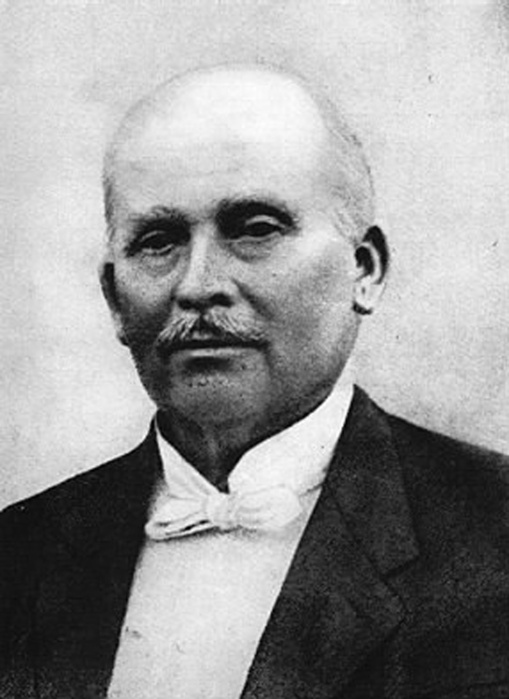
ماتیاش لرخ

ماتیاش لرخ (به چکی: Matyáš Lerch) (۲۰ فوریه ۱۸۶۰, میلینوو – ۳ اوت ۱۹۲۲, سوشیتسه) یک ریاضیدان چک و پژوهشگر آنالیز ریاضی و نظریه اعداد بود. او در پراگ و برلین تحصیل و در مؤسسه فنی چک در پراگ، دانشگاه فریبورگ در سوئیس، مؤسسه فنی چک در برنو و دانشگاه ماساریک در برنو تدریس کرد. او اولین استاد ریاضیات در دانشگاه ماساریک بود که در سال ۱۹۲۰ تأسیس شد.

او در سال ۱۹۰۰، جایزه بزرگ آکادمی علوم فرانسه را به خاطر پژوهشهایش در نظریه اعداد دریافت کرد. تابع زتای لرخ به نام او نامگذاری شده است.